# Proiectul Ozma

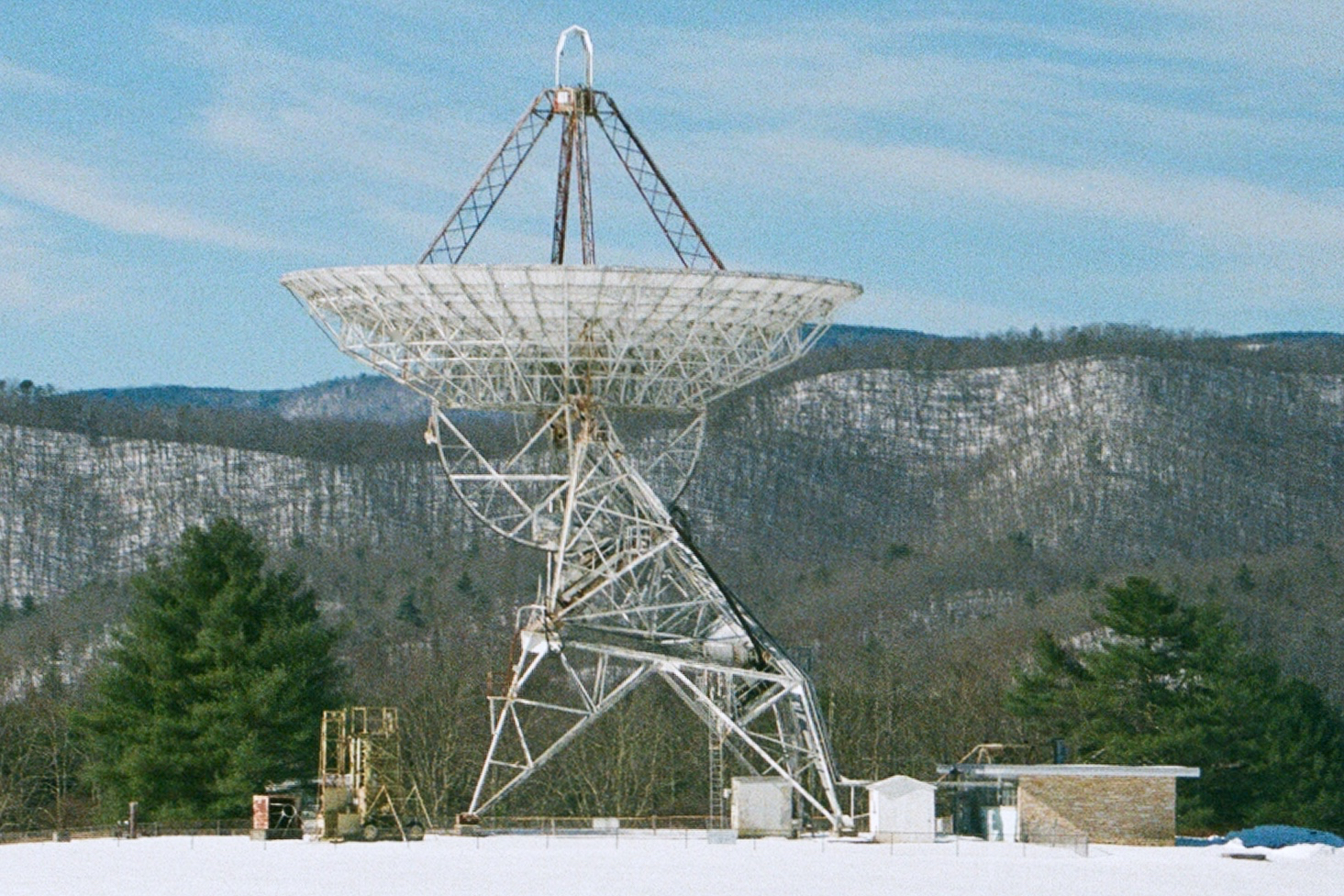
de 26 m de la NRAO (National Radio Astronomy Observatory) folosit în proiect

Proiectul Ozma (în engleză Project Ozma) a fost un experiment de căutare a inteligenței extraterestre (SETI) început în 1960 de astronomul de la Universitatea Cornell Frank Drake la Observatorul Național de Radioastronomie (în engleză National Radio Astronomy Observatory) din Green Bank, Virginia de Vest. Obiectivul experimentului a fost căutarea semnelor de viață în sisteme planetare îndepărtate cu ajutorul undelor radio interstelare. Programul poartă numele prințesei Ozma, conducătoarea ținutului fictiv Oz, inspirat de presupusa comunicare a scriitorului L. Frank Baum cu Oz prin radio pentru a afla evenimentele din cărțile sale care au loc după Orașul de smarald din Oz. Proiectul a fost mediatizat în articole în mass-media populară în aceea perioadă, ca de exemplu în revista Time și a fost descris ca fiind primul experiment SETI modern.

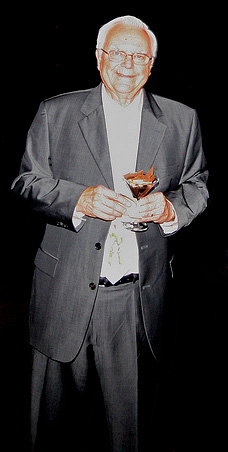
Frank Drake

Drake a folosit un radiotelescop cu un diametru de 26 metri ca să ascute stelele Tau Ceti și Epsilon Eridani în apropierea frecvenței marker de 1.420 MHz, echivalentul lungimii de undă de 21 de centimetri care corespunde energiei unui foton emis de un atom de hidrogen în timpul tranziției „spin-flip”. Ambele sunt stele apropiate asemănătoare Soarelui, despre care se bănuia în aceea perioadă că este posibil să aibă planete locuite. O bandă de 400 kilohertzi a fost scanată în jurul frecvenței markerului, folosind un receptor cu un singur canal cu o lățime de bandă de 100 hertzi. Informațiile au fost stocate pe bandă pentru analiză ulterioară. Au fost înregistrate aproximativ 150 de ore de observare intermitentă timp de patru luni, dar nu s-au detectat semnale care să indice viață. Un semnal fals a fost detectat la 8 aprilie 1960, dar s-a stabilit că provine de la o aeronavă care zbura la mare înălțime.
Receptorul a fost reglat pe lungimi de undă apropiate de 21 de cm, adică lungimea de undă a radiației emise în mod natural de hidrogenul interstelar; s-a crezut că acest lucru ar fi familiar, ca un fel de standard universal, pentru oricine ar încerca o comunicare radio interstelară.
Un al doilea experiment, numit Ozma II, a fost realizat cu un telescop mai mare (de 91 m) la același observator de către Patrick Palmer și Benjamin Zuckerman⁠(d), care au monitorizat intermitent 670 de stele din apropiere timp de aproximativ patru ani (1972–1976). Cei doi au căutat semnale pe o lățimea de bandă de 10 MHz cu rezoluția de 52 kHz și pe lățimea de bandă de 625 kHz cu rezoluția de 4 kHz. Spectrometrul a fost centrat pe linia de hidrogen de 21 cm în cadrul de repaus al fiecărei stele observate.